# Wurmlöwen
Die Wurmlöwen (Vermileonidae) sind eine Familie der Fliegen (Brachycera) innerhalb der Zweiflügler (Diptera). Sie sind bemerkenswert durch die Beutefangtechnik der Larven, die Fangtrichter in lockerem Sand anlegen. Der wissenschaftliche Name stammt von der Gattung Vermileo, er leitet sich ab von lateinisch vermis: Wurm und leo: Löwe.

## Merkmale
Imagines der Wurmlöwen sind mittelgroße, schlank und grazil gebaute Fliegen mit einer Körperlänge von etwa 5 (bei den meisten europäischen Arten) bis maximal 18 Millimeter. Sie sind blassbraun bis dunkel schwarzbraun gefärbt. Ihr Körper ist nahezu frei von Borsten. Der Kopf trägt zwei recht kurze Antennen mit einer deutlichen, zur Spitze etwas verjüngten Antennengeißel. Die Mundwerkzeuge können lang und auffallend (Lampromyia) oder kurz (Vermileo) sein. Der Hinterleib ist zylindrisch und langgestreckt, die Beine lang und schlank, ihre Schienen (Tibien), insbesondere die Vorderschienen, mit Endspornen oder -dornartigen Borsten. Die Flügel sind zur Basis hin deutlich verengt, sie können glasklar (hyalin) sein oder dunklere Zeichnungselemente tragen.
Die Larven sind schlank und langgestreckt, weichhäutig und überwiegend weiß gefärbt. Ihre Kopfkapsel ist, wie typisch für Fliegen, teilweise reduziert und weit in den Rumpfabschnitt zurückgezogen, normalerweise sind ein dorsaler Sklerit und die Mundwerkzeuge sichtbar. Ihre hinteren Segmente sind merklich vergrößert, ihr Integument warzig strukturiert. Der Körper ist verstreut beborstet mit einer auffallenden Querreihe von Dornborsten dorsal auf dem siebten Segment des Hinterleibs, die helfen, das Tier im Sand zu verankern. Das erste Hinterleibssegment trägt vorstehende Scheinfüßchen. Die hinteren Stigmen liegen auf dem achten Segment. Bei Vermileo endet dieses in vier konischen Fortsätzen. Bei Vermileo erreichen ausgewachsene Larven eine Körperlänge von etwa 12 bis 14 Millimeter, gegenüber etwa 5 Millimeter bei den Imagines.

## Lebenszyklus
Imagines der Wurmlöwen leben nur wenige Tage lang. Sie sind Blütenbesucher und ernähren sich von Nektar. Die räuberischen Larven besitzen hingegen eine sehr lange und langsame Entwicklung von typischerweise drei bis vier Jahren. Das Puppenstadium wird schnell, binnen neun bis zehn Tagen, durchlaufen.

## Lebensweise

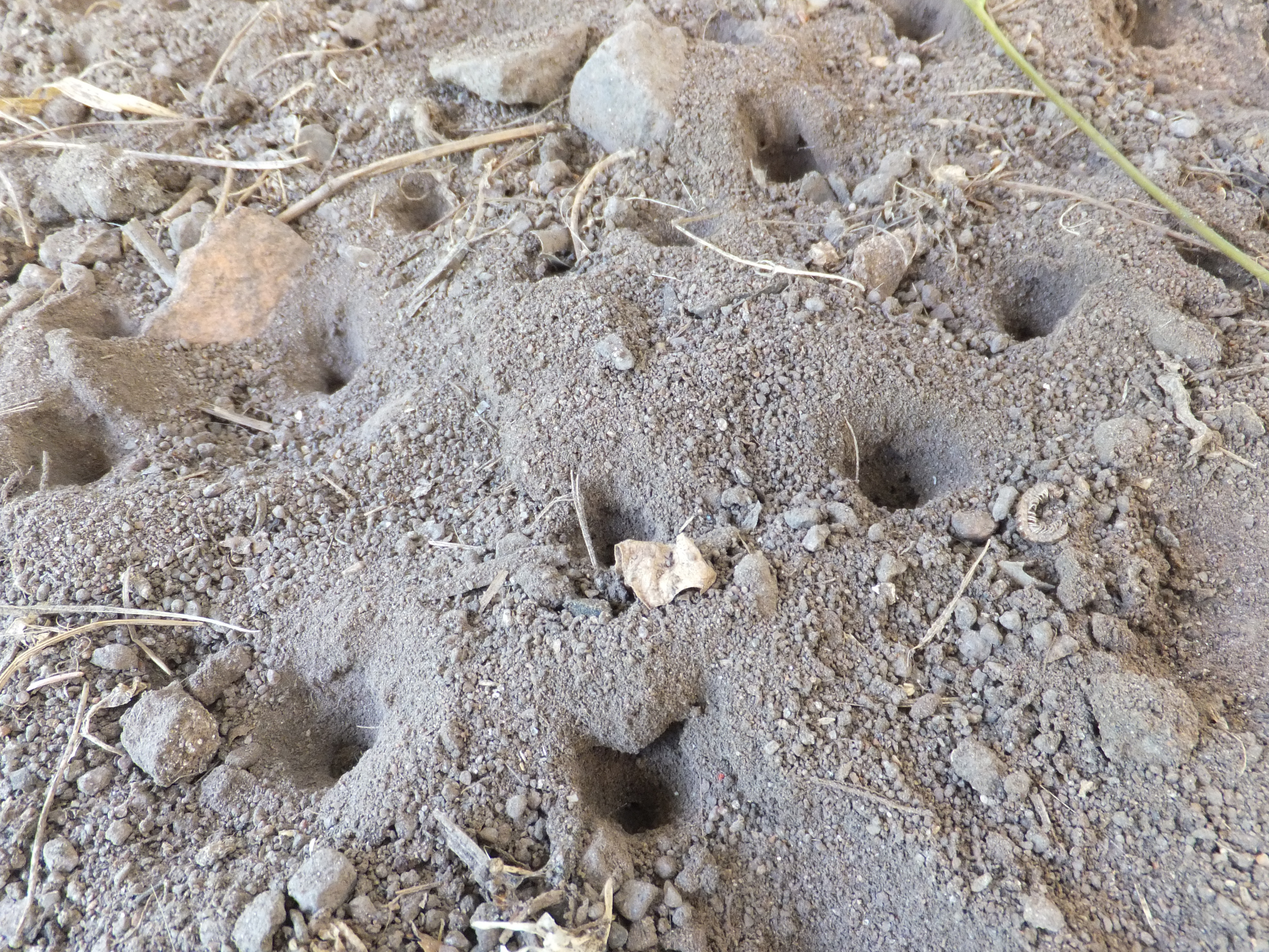
Fangtrichter von Vermileo vermileo

Die Larven der Wurmlöwen bauen trichterförmige Fallgruben in den Sand, in dem sie leben. Dieses Jagdverhalten ist sehr ähnlich zu dem der Ameisenlöwen, der Larven der Familie der Ameisenjungfern (Myrmeleontidae). Da beide nicht näher miteinander verwandt sind (die Ameisenlöwen gehören zur Insektenordnung der Netzflügler), ist dies ein Beispiel für konvergente Evolution. Die Fangtrichter beider Gruppen sehen auf den ersten Blick gleich aus und können unmittelbar nebeneinander vorkommen. Unterschiede sind: Die Fangtrichter der Wurmlöwen sind etwas enger und steiler, die Larven bevorzugen eher etwas feineres Substrat.
Die Larven sitzen dann am Grund dieser Grube und warten auf Beute (Lauerjäger). Diese besteht aus kleinen Insekten, die in die Grube fallen und von der Larve mit dem Vorderende umschlungen werden. Durch die Sekrete des Speichels werden sie betäubt und verdaut. Die Larve saugt anschließend den aufgelösten Nahrungsbrei auf. Das Verhalten beim Trichterbau hat William Morton Wheeler beschrieben: Die Larve schiebt den gekrümmten Körper in den Sand und streckt ihn mit einer ruckartigen Muskelbewegung, wodurch der Sand nach oben geschleudert wird. Durch Drehbewegungen zwischen den Würfen wird der Aushub in alle Richtungen verteilt, so dass ein regelmäßiger Trichter entsteht. Die Larve ruht im fertigen Trichter meist gestreckt in Rückenlage, das Hinterende im Sand verborgen. Das Vorderende im Zentrum des Trichters ist durch einen sehr feinen Schleier aus Sand verhüllt. Die Größe des Fangtrichters ist recht konstant und unabhängig von der Größe und dem Alter der Laven.
Die Larven bauen ihre Fangtrichter, oft zu vielen nebeneinander, in vegetationslosem, feinem Sand, immer an regengeschützten Stellen, zum Beispiel zwischen Baumwurzeln, in Höhleneingängen, aber auch unter vorstehenden Dächern im Siedlungsraum, wo sie, etwa in Israel, sehr häufig sein können. Sie bevorzugen beschattete Stellen.

## Verbreitung
Die recht kleine Familie umfasst etwa 80 Arten in elf Gattungen. In Europa kommen nur zwei Gattungen (Vermileo und Lampromyia) vor.
- Alhajarmyia Stuckenberg: Zwei Arten, eine in Arabien (Hadschar-Gebirge, Oman), eine in den Taita Hills, Kenia.
- Isalomyia Stuckenberg: Nur eine Art, Isalomyia irwini. Madagaskar.
- Lampromyia Macquart: 13 Arten. Paläarktis: Frankreich, Spanien, Kanarische Inseln, Nordafrika (Marokko und Algerien) und Afrotropis: Südafrika und Zimbabwe.
- Leptynoma Westwood: 7 Arten. Namibia, Südafrika.
- Namaquamyia Stuckenberg: Nur eine Art: Namaquamyia manselli. Südafrika.
- Vermileo Macquart: 10 Arten. Mittelmeerregion (Griechenland, Balkan, Südfrankreich, Iberische Halbinsel), Afrika: Sudan, Amerika: Mexiko, Jamaika, Kuba, südliche USA (zwei Arten von Kalifornien bis Colorado).
- Vermilynx Stuckenberg: 2 Arten: Südafrika, Namibia.
- Vermiophis Yang: 7 Arten. China.
- Vermipardus Stuckenberg: 13 Arten. Südafrika.
- Vermitigris Wheeler: 4 Arten. Orientalis: Borneo, Sumatra, Südindien, Südchina (Guangxi).

Hinzu kommt ein fossiler Vertreter:
- Protovermileo Hennig: Baltischer Bernstein der Ostseeküste.

## Phylogenie und Taxonomie
Ein Wurmlöwe war bereits den Begründern der modernen Taxonomie bekannt. Carl De Geer beschrieb 1752 die Lebensweise der Larven, die dazugehörige Art wurde 1758 von Carl von Linné Musca vermileo benannt. Später wurde sie von Johann Christian Fabricius in die Gattung Rhagio (später in die Gattung Leptis) transferiert. Die Wurmlöwen galten danach bis in die 1970er Jahre als zu den Rhagionidae oder Schnepfenfliegen gehörig. Justin Pierre Marie Macquart stellte für die bis dahin immer noch einzige bekannte Art 1834 die Gattung Vermileo auf (Vermileo degeeri, heute Vermileo vermileo). Samuel Wendell Williston richtete für die Gattung 1886 die Unterfamilie Vermileoninae ein, ohne jedoch eine formale Diagnose anzugeben. Die Unterfamilie wurde durch Akira Nagatomi 1977 zur eigenständigen Familie Vermileonidae erhoben. Wesentliche Fortschritte in der Taxonomie der Familie aus ihrem Verbreitungszentrum im südlichen Afrika sind dem südafrikanischen Forscher Brian Roy Stuckenberg (1930–2009) zu verdanken.
Die Familie verursachte aufgrund ihrer ungewöhnlichen Merkmalskombination lange Zeit taxonomische Schwierigkeiten. Graham C.D. Griffiths stellte sie daher 1994 in eine monotypische (nur diese Familie umfassende) Teilordnung Vermileonomorpha. Spätere Untersuchungen weisen darauf hin, dass sie vermutlich stattdessen besser als basaler Abzweig in die Tabanomorpha einbezogen werden sollten. Ein Schwestergruppen-Verhältnis zu den Rhagionidae, ähnlich der traditionellen Einstufung, erscheint den genetischen Daten zufolge durchaus ebenfalls denkbar.